# Warren County (Mississippi)
Das Warren County ist ein County im US-Bundesstaat Mississippi. Das U.S. Census Bureau hat bei der Volkszählung 2020 eine Einwohnerzahl von 44.722 ermittelt.
Der Verwaltungssitz (County Seat) ist Vicksburg, das nach Newitt Vick benannt wurde, einem frühen Siedler dieser Gegend.

## Geographie
Das County liegt im Westen von Mississippi, grenzt an Louisiana, ist von diesem getrennt durch den Mississippi, der die natürliche Grenze darstellt und hat eine Fläche von 1603 Quadratkilometern, wovon 83 Quadratkilometer Wasserfläche sind. Es grenzt an folgende Countys und Parishes:
|                            | Issaquena County | Yazoo County |
| Madison Parish (Louisiana) |                  | Hinds County |
| Tensas Parish (Louisiana)  | Claiborne County |              |

## Geschichte

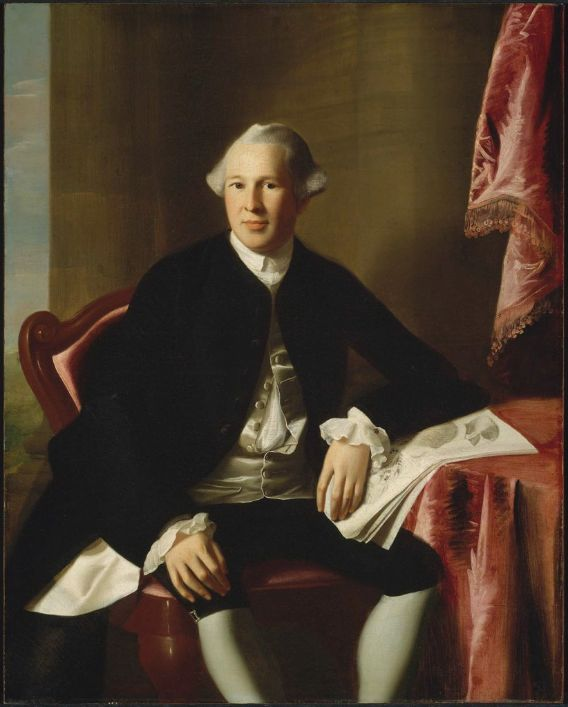
Joseph Warren

Das Warren County wurde am 22. Dezember 1809 aus dem Natchez District gebildet. Benannt wurde es nach Joseph Warren (1741–1775), einem Militäroffizier, der bei der Schlacht von Bunker Hill gefallen ist.

Im Warren County liegt ein National Military Park , der Vicksburg National Military Park. Drei Orte haben den Status einer National Historic Landmark, die Fort St. Pierre Site, die Pemberton’s Headquarters und das Old Warren County Courthouse. 72 Bauwerke und Stätten des Countys sind insgesamt im National Register of Historic Places eingetragen (Stand 31. Januar 2018).

## Demografische Daten

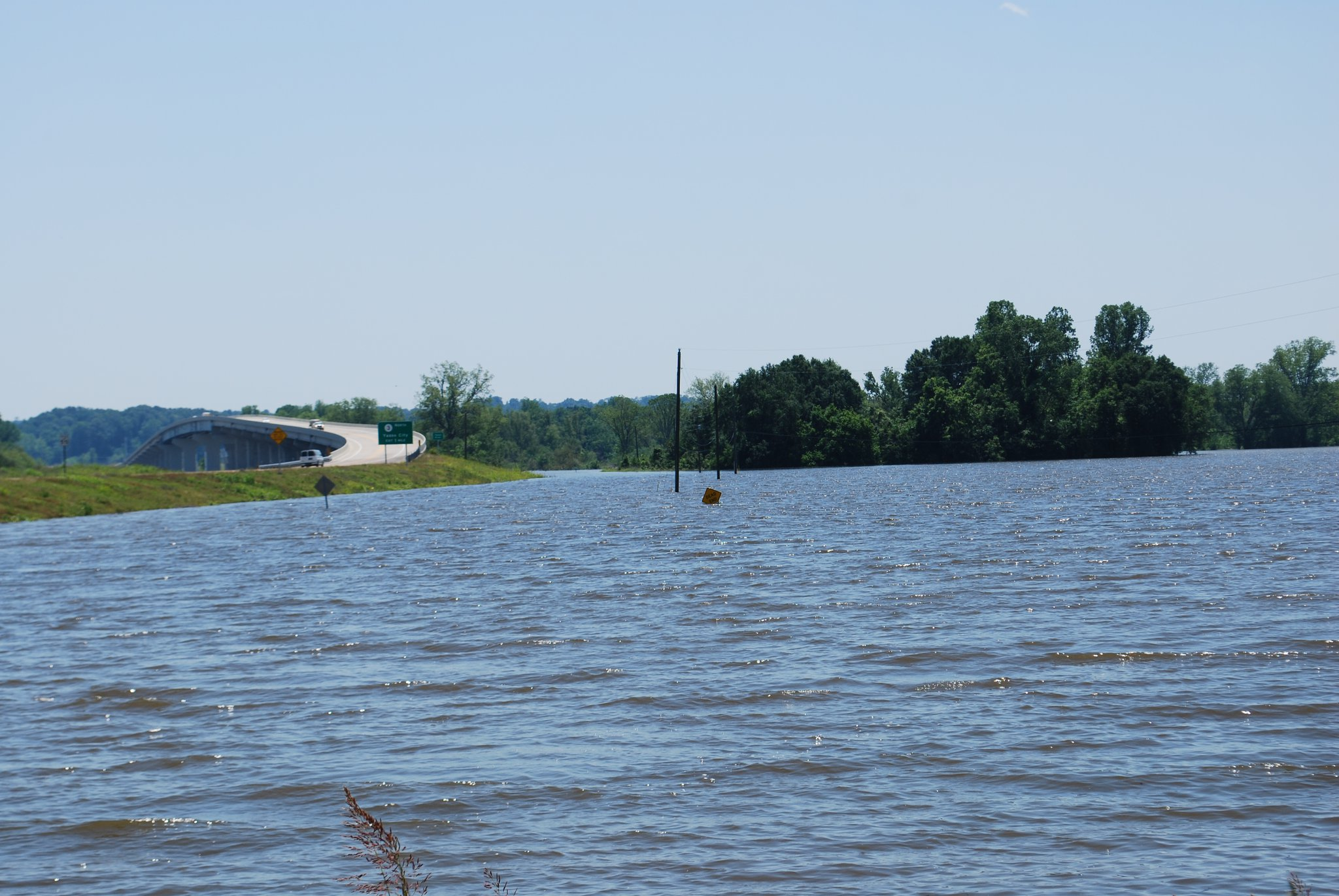
Der Yazoo River bei Hochwasser

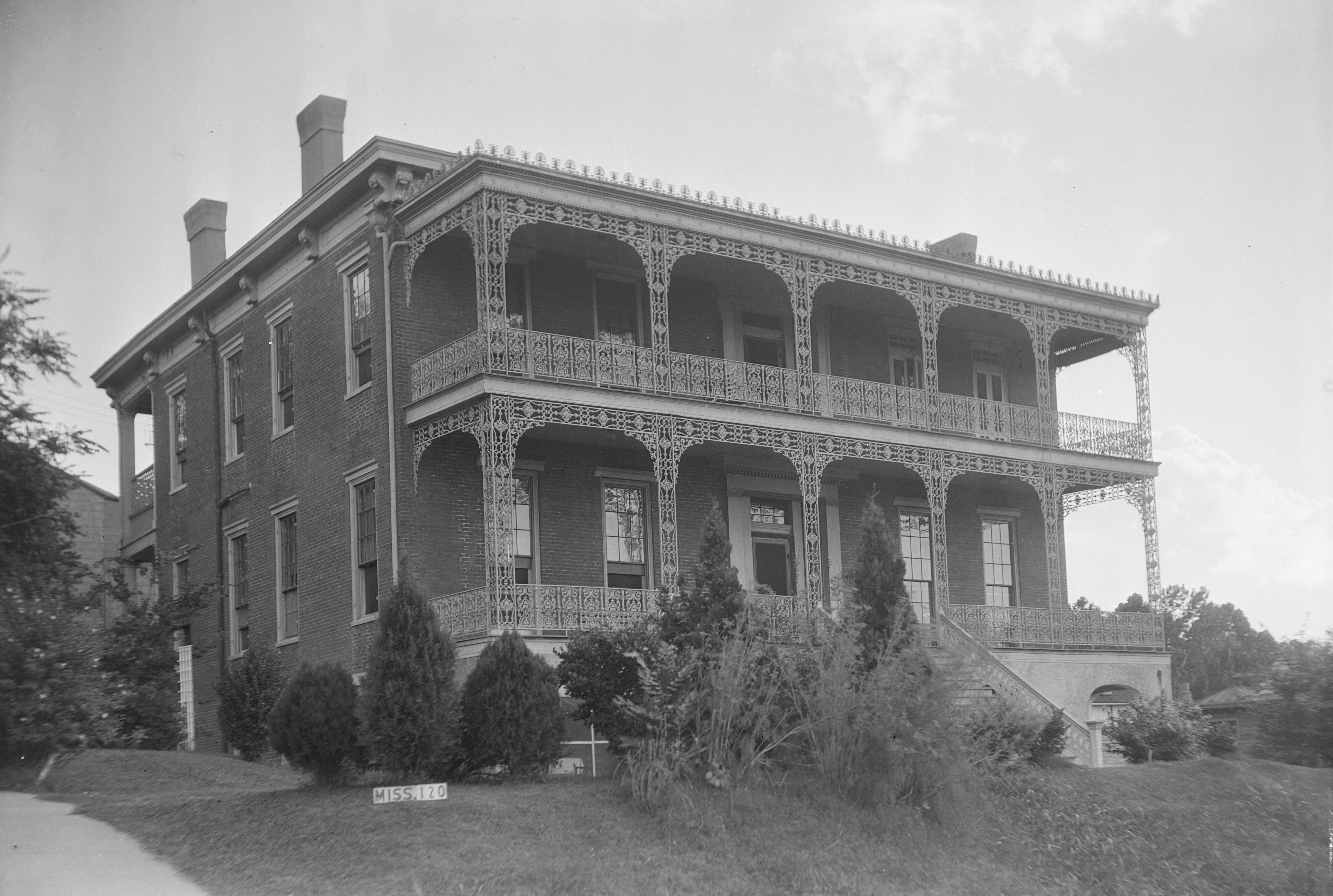
Das Duff Green House, gelistet im NRHP

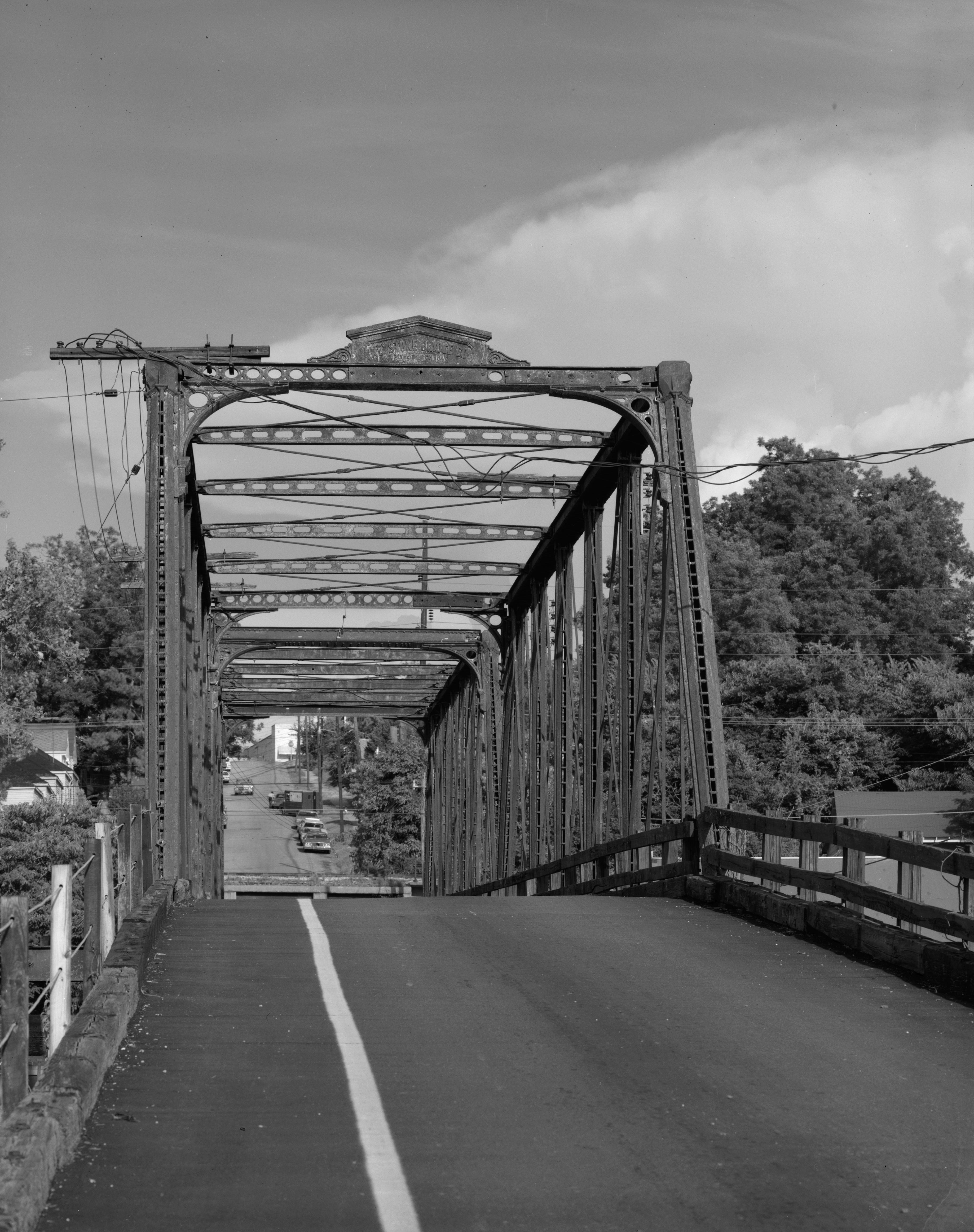
Fairground Street Bridge, gelistet im NRHP

Nach der Volkszählung im Jahr 2000 lebten im Warren County 49.644 Menschen in 18.756 Haushalten und 13.222 Familien. Die Bevölkerungsdichte betrug 33 Personen pro Quadratkilometer. Ethnisch betrachtet setzte sich die Bevölkerung zusammen aus 54,97 Prozent Weißen, 43,19 Prozent Afroamerikanern, 0,23 Prozent amerikanischen Ureinwohnern, 0,62 Prozent Asiaten, 0,02 Prozent Bewohnern aus dem pazifischen Inselraum und 0,33 Prozent aus anderen ethnischen Gruppen; 0,66 Prozent stammten von zwei oder mehr Ethnien ab. 1,04 Prozent der Bevölkerung waren spanischer oder lateinamerikanischer Abstammung, die verschiedenen der genannten Gruppen angehörten.
Von den 18.756 Haushalten hatten 35,6 Prozent Kinder unter 18 Jahren, die mit ihnen lebten. 46,8 Prozent waren verheiratete, zusammenlebende Paare, 19,1 Prozent waren allein erziehende Mütter und 29,5 Prozent waren keine Familien. 25,8 Prozent aller Haushalte waren Singlehaushalte und in 9,7 Prozent lebten Menschen im Alter von 65 Jahren oder darüber. Die durchschnittliche Haushaltsgröße lag bei 2,61 und die durchschnittliche Familiengröße bei 3,14 Personen.
28,5 Prozent der Bevölkerung war unter 18 Jahre alt, 9,1 Prozent zwischen 18 und 24, 28,4 Prozent zwischen 25 und 44, 22,4 Prozent zwischen 45 und 64 Jahre alt und 11,7 Prozent waren 65 Jahre oder älter. Das Durchschnittsalter betrug 35 Jahre. Auf 100 weibliche kamen statistisch 88,3 männliche Personen und auf 100 Frauen im Alter von 18 Jahren oder darüber kamen 84,4 Männer.

Das durchschnittliche Einkommen eines Haushaltes betrug 35.056 USD, das einer Familie 41.706 USD. Männer hatten ein durchschnittliches Einkommen von 33.566 USD, Frauen 21.975 USD. Das Prokopfeinkommen lag bei 17.527 USD. Etwa 15,0 Prozent der Familien und 18,7 Prozent der Bevölkerung lebten unterhalb der Armutsgrenze.

## Städte und Gemeinden
| - Bovina - Eagle Bend - Flowers - Redwood | - Vicksburg - Waltersville - Warrenton - Yokena |

## Religion

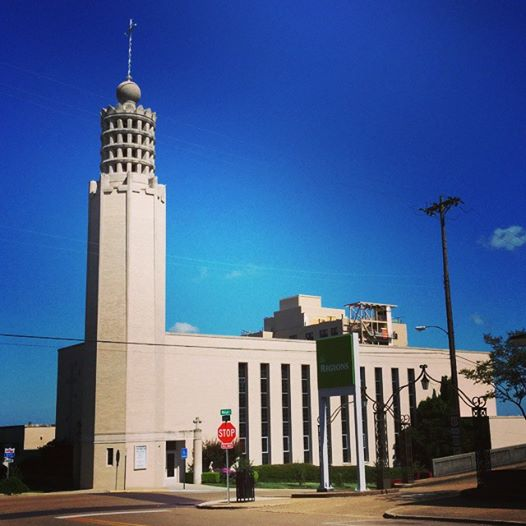
St. Paul

In Warren County gibt es drei katholische Kirchen, allesamt in Vicksburg: St. Marien, St. Michael und St. Paul.